# Check-6
Check-6 — видеокамера, разработанная британской оборонной корпорацией BAE Systems. Предназначена для установки на различные виды бронетехники. Позволяет механику-водителю и членам экипажа постоянно наблюдать за тем, что происходит позади танка или бронетранспортёра, не покидая салона и тем самым не подвергаясь опасности со стороны противника. Что приводит к повышению выживаемости бронетехники в боевых условиях и позволяет обезопасить экипаж в определённые моменты боя, когда складывается невыгодная ситуация (противник находится в непросматриваемой зоне позади танка или бтр).
Она позволяет контролировать заданный сектор днём и ночью, независимо от погодных условий.
Договор стоимостью около 45 миллионов долларов с производителем заключила компания General Dynamics в начале 2009 года.